# Theodora Bosanquet
Pour les articles homonymes, voir Bosanquet.
Theodora Bosanquet (3 octobre 1880 - 1er juin 1961)  est une essayiste et critique littéraire britannique. Elle est surtout connue comme secrétaire d'Henry James. Elle a travaillé comme secrétaire exécutive de la Fédération internationale des femmes diplômées des universités, ainsi que comme rédactrice littéraire du magazine politique et littéraire Time and Tide.

## Biographie
Theodora Bosanquet naît le 3 octobre 1880 à Sandown, sur l'île de Wight, fille de Gertrude Mary Fox et du pasteur anglican Frederick Charles Tindal Bosanquet,. La famille Bosanquet est d'ascendance huguenote, originaire des Cévennes. Elle fait ses études secondaires au Cheltenham Ladies' College puis obtient un BSc à l'University College de Londres où elle a étudié la biologie, la géologie et la physique. Elle s'inscrit ensuite dans une école de secrétariat où elle acquiert des compétences en dactylographie et sténographie.

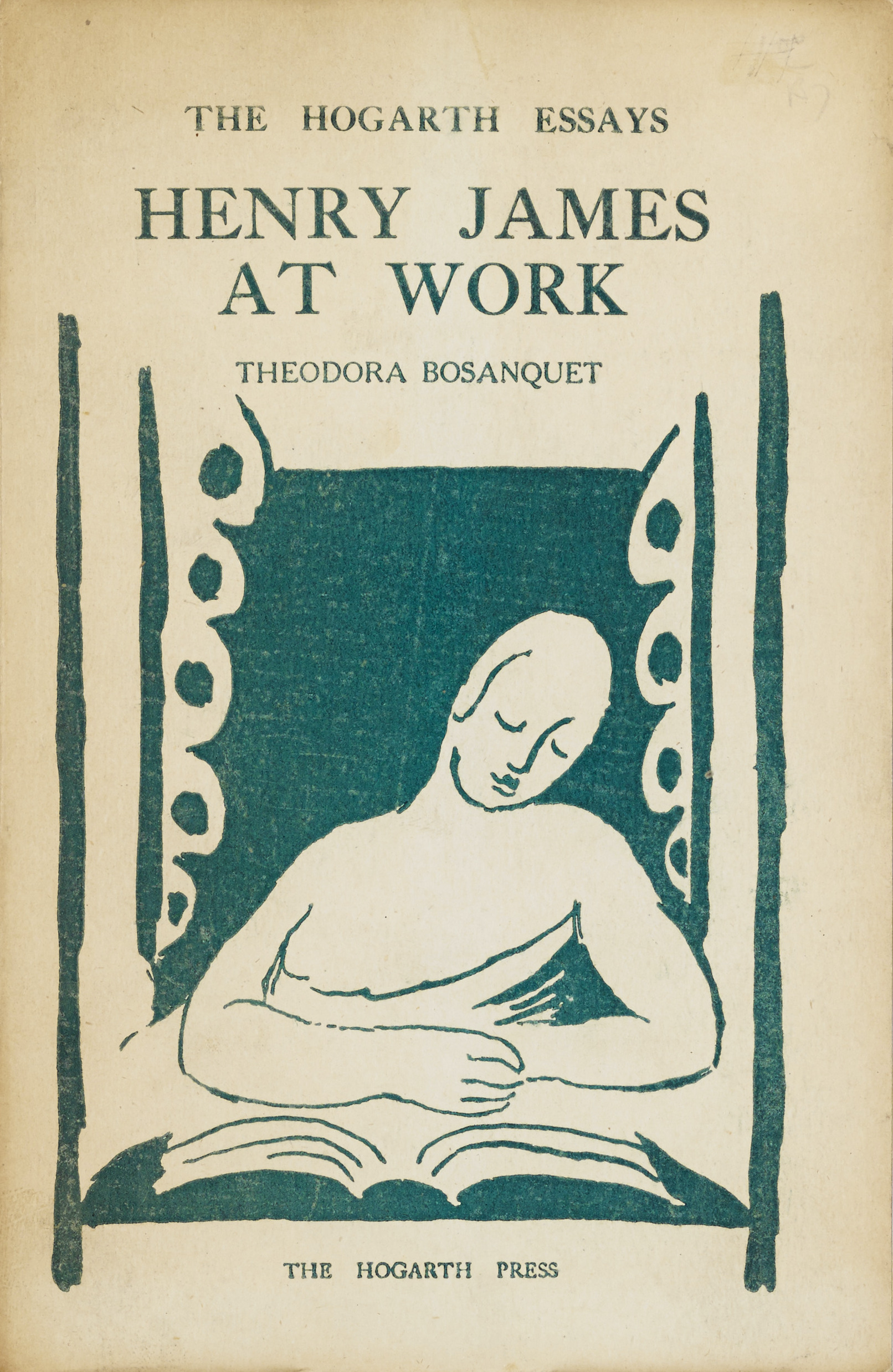
Henry James at Work (1924).

Elle est engagée à partir d'octobre 1907, comme secrétaire particulière (amanuensis) par Henry James qui a besoin d'une transcription des modifications et des ajouts qu'il a faits à ses écrits pour l'édition complète en vingt-quatre volumes de son œuvre pour la New York Edition. Elle travaille avec James jusqu'à la mort de celui-ci en 1916. Elle tient un journal quotidien durant les neuf ans où elle a travaillé avec James.
Alors que la santé de James se détériore durant les derniers mois de sa vie, Bosanquet tient les amis du romancier informés de son état de santé, avant d'être écartée par l'épouse et la fille de James. Après la mort de James, en 1916, elle participe à l'effort de guerre au War Trade Intelligence Department et au ministère de l'Alimentation, travail pour lequel, elle reçoit, en 1919, un MBE.
Theodora Bosanquet publie plusieurs articles sur Henry James dans des magazines, notamment pour la Fortnightly Review et le magazine moderniste américain The Little Review (1918). Elle publie un essai, édité par les Hogarth Press en 1924 sous le titre Henry James at Work, et réimprimé, légèrement révisé, en 1927. Cet essai est considéré aujourd'hui comme un travail pionnier de biographie critique et considéré comme un témoignage précieux.
En 1920, Bosanquet devient secrétaire exécutive de la Fédération internationale des femmes universitaires (IFUW), créée l'année précédente, fonction qu'elle occupe jusqu'en 1935. Elle est rédactrice littéraire de la revue Time and Tide, de 1935 à 1943, et elle est membre du conseil d'administration de cette revue de 1943 à 1958,. Bosanquet est une collaboratrice régulière du magazine depuis 1927, contribuant par des articles sur l'art, la biographie et la littérature moderniste, et elle publie également deux essais sur Harriet Martineau et Paul Valéry.
Durant les années 1930, Bosanquet est la compagne de vie de la fondatrice de Time and Tide, Margaret Haig Thomas jusqu'à la mort de cette dernière en 1958.
Après la mort de Margaret Haig Thomas, Bosanquet s'installe à Crosby Hall, Kensington, alors propriété de la British Federation of University Women. Elle meurt en 1961. Elle fait plusieurs legs au bénéfice du Crosby Hall Endowment Fund et à la Society for Psychical Research dont elle était membre. Le service funèbre se déroule à l'église anglicane Old Church de Chelsea le 6 juin 1961.

## Postérité
En 1973, la bourse Theodora Bosanquet de l'IUFW destinée aux universitaires ou aux étudiantes de troisième cycle entreprenant des recherches en histoire ou en littérature anglaise est fondée en son honneur.
Bosanquet a notamment aidé à la transcription et la sélection de la correspondance d'Henry James pour l'édition réalisée par Leon Edel,. Son engagement dans la vie des idées et de la production culturelle est revalorisé.
Plusieurs représentations fictives de sa vie et de son travail aux côtés de James, apparaissent dans la littérature, notamment dans Author, Author (2004), The Typewriter's Tale (2005), Dictation (2008) et The Constant Listener: Henry James et Theodora Bosanquet (2017),.

## Publications
- Henry James at Work - London: L. and V. Woolf at The Hogarth Press (1924)
- Harriet Martineau an essay in comprehension - London: F. Etchells & H. Macdonald (1927)
- Paul Valéry - London: L. and V. Woolf at the Hogarth Press (1933)